# Genética na Escola
Genética na Escola é uma revista brasileira de divulgação científica, com enfoque especial no ensino de Genética, Biologia Molecular, Biologia Evolutiva e Biologia Celular. A Revista é publicada on-line pela Sociedade Brasileira de Genética. As publicações se iniciaram em março de 2006 (volume 1, número 1). Desde então, já foram publicados 15 volumes.
Atualmente, a editora-chefe é a professora Eliana Maria Beluzzo Dessen (IB-USP). O Conselho Editorial conta com diversos pesquisadores das áreas de Educação e Ensino de Ciências, de instituições de ensino e pesquisa públicas e privadas.
O enfoque da revista é publicar artigos originais que busquem difundir experiências educativas nas áreas de Genética, Biologia Molecular, Biologia Evolutiva e Biologia Celular, citadas anteriormente. A revista conta com sete seções editoriais para submissão de artigos:
- Conceitos de Genética
- Genética e Sociedade
- Um gene
- Investigações em Ensino de Genética
- Na sala de aula
- Materiais didáticos
- Resenhas

## Avaliação
A Revista foi avaliada pelo Qualis da CAPES, durante o Quadriênio 2013-2016, nas seguintes áreas:
- Biodiversidade (C)
- Biotecnologia (C)
- Ciências Agrárias I (B5)
- Ciências Ambientais (C)
- Ciências Biológicas I (C)
- Ciências Biológicas II (C)
- Educação (C)
- Ensino (B1)
- Medicina I (C)
- Medicina II (C)
- Medicina Veterinária (B5)